# Ismael Sosa
Víctor Ismael Sosa (San Martin, 18 gennaio 1987) è un calciatore argentino, attaccante dell'Argentinos Juniors.

## Palmarès

### Club
- Campeón de Campeones: 2

Tigres UANL: 2017, 2018
- Campionato messicano: 1

Tigres UANL: Apertura 2017